# Verbesina saloyensis
Espèce
Synonymes
- Idiopappus quitensis H.Rob. & Panero[2]
- Verbesina saloyensis Domke[2]

Statut de conservation UICN

 VU B1+2c : Vulnérable
Verbesina saloyensis est une espèce de plantes à fleurs de la famille des Asteraceae.

## Publication originale
- Bibliotheca Botanica 29 (Heft 116): 165. 1937.